# 347 (tal)
347 är det naturliga talet som följer 346 och som följs av 348.

## Inom vetenskapen
- 347 Pariana, en asteroid.

## Inom matematiken
- 347 är ett udda tal
- 347 är ett primtal
- 347 är ett defekt tal
- 347 är ett latmirp
- 347 är primtalstvilling med 349
- 347 är ett Friedmantal, eftersom 347 = 73 + 4